# Вецауце
Ве́цауце (латыш. Vecauce) — населённый пункт в южной части Латвии, расположенный в Вецауцской волости Ауцского края. До 1 июля 2009 года входил в состав Ауцского, а позднее Добельского района.
Является центром Вецауцской волости. Расстояние до Риги — 103 км.

## История
Поселение появилось на землях, ранее принадлежавших Вецауцскому (Alt-Autz) поместью.
Первое упоминание в письменных источниках относится к 1616 году. В 1921 году на территории бывшего поместья был создан учебный центр сельскохозяйственного факультета Латвийского университета, в дальнейшем — опытное учебное хозяйство Латвийской сельскохозяйственной академии.
В Вецауце находятся: магазин, врачебная практика, почтовое отделение. Памятником архитектуры являются здания Вецауцской лютеранской церкви и бывшего Вецауцского поместья. В замке поместья функционирует музей.